# Liste d'épidémies liées au virus Ebola

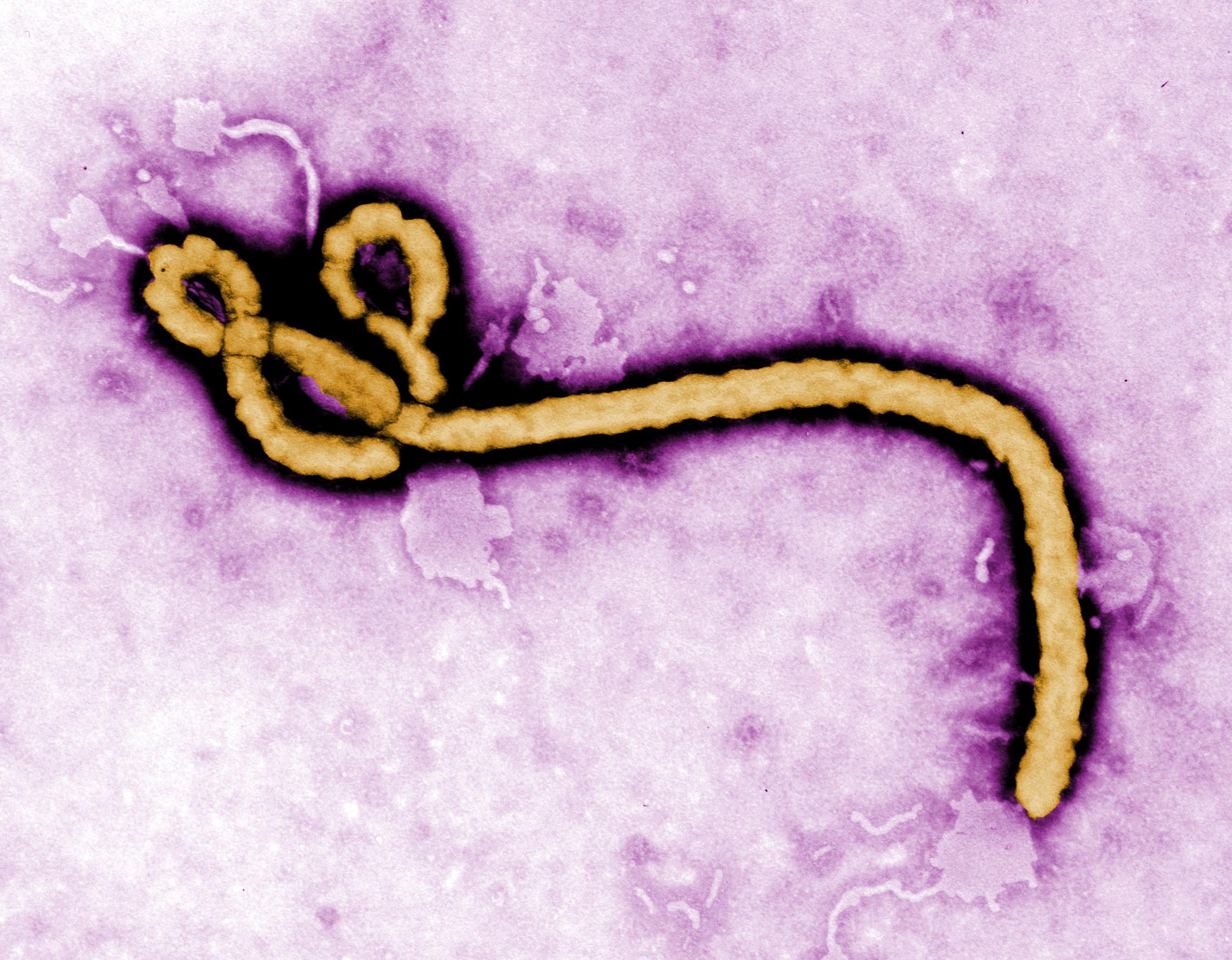
Virus Ebola

Cette liste des épidémies liées au virus Ebola répertorie les différentes épidémies connues liées au virus Ebola. Le Comité international de taxonomie des virus reconnait cinq espèces de virus Ebola : Bundibugyo, Zaïre, Reston, Soudan et Forêt de Taï (anciennement Côte d'Ivoire). Les sous-types Bundibugyo, Zaïre et Soudan ont été associés à d’importantes flambées en Afrique.
La transmission entre le réservoir naturel et les humains est rare. On peut souvent identifier le patient zéro qui aurait transporté une carcasse de gorille, de chimpanzé ou de cephalophinae. Le virus se transmet alors de personne à personne au domicile, dans les hôpitaux et durant les cérémonies mortuaires. Avant que l'épidémie ne soit confirmée, la maladie à virus Ebola est souvent prise pour un accès de paludisme, une fièvre typhoïde, une dysenterie, une grippe ou différentes infections bactériennes endémiques de la région concernée[réf. nécessaire].

## Statistiques
| Année                                                                                         | Lieu de l'épidémie                                                                                    | Souche       | Nombre de cas humains | Nombre de décès humains | Taux de létalité | Description |
| --------------------------------------------------------------------------------------------- | --- | ------------ | --------------------- | ----------------------- | ---------------- | --- |
| 1976                                                                                          | Soudan                                                                                                | Soudan       | 284                   | 151                     | 53 %             | L'épidémie apparaît dans la zone de Nzara et de Maridi et se répand principalement par contact dans les hôpitaux. Beaucoup de membres du personnel médical sont infectés. |
| 1976                                                                                          | Zaïre                                                                                                 | Zaïre        | 318                   | 280                     | 88 %             | Apparaît dans la zone de Yambuku. La maladie est transmise par contact personnel et par utilisation de seringues contaminées dans les hôpitaux et cliniques. Cette épidémie est la première connue. |
| 1977                                                                                          | Zaïre                                                                                                 | Zaïre        | 1                     | 1                       | 100 %            | Reconnu rétroactivement dans le village de Tandala. |
| 1979                                                                                          | Soudan                                                                                                | Soudan       | 34                    | 22                      | 65 %             | Dans la zone de Nzara et de Maridi. Épidémie récurrente sur le même site que l'épidémie de 1976. |
| 1989–1990                                                                                     | Philippines                                                                                           | Reston       | 3                     | 0                       | 0 %              | Haute mortalité de macaques cynomolgus dans une ferme exportant vers les États-Unis. Trois personnes y travaillant ont développé des anticorps sans être malades. |
| 1989                                                                                          | États-Unis                                                                                            | Reston       | 0                     |                         |                  | Virus introduit dans une zone de quarantaine en Virginie et en Pennsylvanie par des singes en provenance des Philippines. |
| 1990                                                                                          | États-Unis                                                                                            | Reston       | 4                     | 0                       | 0 %              | Virus introduit dans une zone de quarantaine en Virginie et au Texas par des singes en provenance des Philippines. Quatre personnes développent des anticorps sans être malades. |
| 1992                                                                                          | Italie                                                                                                | Reston       | 0                     |                         |                  | Virus introduit dans une zone de quarantaine à Sienne par des singes en provenance des Philippines. |
| 1994                                                                                          | Gabon                                                                                                 | Zaïre        | 52                    | 31                      | 60 %             | Dans la zone de Mékouka et d'autres camps de chercheurs d'or dans la forêt équatoriale. Au départ, diagnostiquée comme de la fièvre jaune identifiée comme Ebola en 1995. |
| 1994                                                                                          | Côte d'Ivoire                                                                                         | Forêt de Taï | 1                     | 0                       | 0 %              | Un scientifique devient malade après une nécropsie sur un chimpanzé sauvage dans la forêt de Tai. Le patient a été traité en Suisse. |
| 1995                                                                                          | Zaïre                                                                                                 | Zaïre        | 315                   | 250                     | 79 %             | Apparaît à Kikwit et aux alentours. Le patient zéro travaillait dans la forêt jouxtant la ville. L'épidémie se propage aux familles et dans les hôpitaux. |
| 1996                                                                                          | Gabon                                                                                                 | Zaïre        | 37                    | 21                      | 57 %             | Apparaît à Mayibout et aux alentours. Un chimpanzé trouvé mort dans la forêt fut mangé par des chasseurs. Dix-neuf personnes impliquées dans le dépeçage tombèrent malades ; les autres cas étaient des membres des familles. |
| 1996–1997                                                                                     | Gabon                                                                                                 | Zaïre        | 60                    | 45                      | 75 %             | Apparaît à Booué lors d'un transport de patients vers Libreville. Le patient zéro était un chasseur qui travaillait dans un camp forestier. L'infection s'est transmise à cause du contact avec des personnes touchées. En parallèle, un chimpanzé mort a été diagnostiqué comme infecté dans la forêt. |
| 1996                                                                                          | Afrique du Sud                                                                                        | Zaïre        | 2                     | 1                       | 50 %             | Un médecin voyageant du Gabon à Johannesburg, en Afrique du Sud, après avoir traité des patients infectés par Ebola et donc après avoir été exposé au virus. Il a été hospitalisé et une infirmière s'occupant de lui a été infectée et est morte. |
| 1996                                                                                          | États-Unis                                                                                            | Reston       | 0                     |                         |                  | Virus introduit dans une zone de quarantaine au Texas par des singes en provenance des Philippines. |
| 1996                                                                                          | Philippines                                                                                           | Reston       | 0                     |                         |                  | Apparaît dans une ferme exportant des singes vers les États-Unis. |
| 2000–2001                                                                                     | Ouganda                                                                                               | Soudan       | 425                   | 224                     | 53 %             | Apparaît dans les districts de Gulu, Masindi et Mbara en Ouganda. Les trois risques les plus importants associés aux infections par le virus Ebola étaient d'assister à des funérailles de patients atteints par la fièvre hémorragique Ebola, d'avoir des contacts avec des malades et de donner des soins à des personnes infectées sans mesures de sécurité adéquates. |
| 2001–2002                                                                                     | Gabon                                                                                                 | Zaïre        | 65                    | 53                      | 82 %             | Apparaît à la frontière entre le Gabon et la République du Congo. |
| 2001–2002                                                                                     | République du Congo, Gabon                                                                            | Zaïre        | 57                    | 43                      | 75 %             | Apparaît à la frontière entre le Gabon et la République du Congo. C'est la première fois que la fièvre hémorragique Ebola est signalée en République du Congo. |
| 2002–2003                                                                                     | République du Congo                                                                                   | Zaïre        | 143                   | 128                     | 90 %             | Apparaît dans les districts de Mbomo et Kéllé dans le département de la Cuvette-Ouest. |
| 2003                                                                                          | République du Congo                                                                                   | Zaïre        | 35                    | 29                      | 83 %             | Apparaît dans les villages de Mbomo et Mbandza situés dans le district de Mbomo, département de la Cuvette-Ouest. |
| 2004                                                                                          | Soudan                                                                                                | Soudan       | 17                    | 7                       | 41 %             | Apparaît dans le Comté de Yambio en Équatoria-Occidental au Soudan du Sud. Une épidémie de rougeole se déclenche dans la même zone, plusieurs cas supposés d'Ebola sont reclassifiés en rougeole. |
| 2005                                                                                          | République du Congo                                                                                   | Zaïre        | 12                    | 10                      | 83 %             | Source OMS. |
| 2007                                                                                          | République démocratique du Congo                                                                      | Zaïre        | 264                   | 187                     | 71 %             | Apparaît dans la province du Kasai-Occidental. L'épidémie est déclarée terminée le 20 novembre. Le dernier cas confirmé est daté du 4 octobre et le dernier décès du 10 octobre. |
| 2007–2008                                                                                     | Ouganda                                                                                               | Bundibugyo   | 149                   | 37                      | 25 %             | Apparaît dans le district de Bundibugyo en Ouganda Occidental. Première occurrence d'une nouvelle souche,. |
| 2008                                                                                          | Philippines                                                                                           | Reston       | 6                     | 0                       | 0 %              | Apparaît aux Philippines et premiers cas connus d'Ebola-Reston chez des porcs. Souche très proche des souches précédentes. Six travailleurs de l'élevage et de l'abattoir développent des anticorps sans être malades,. |
| 2008–2009                                                                                     | République démocratique du Congo                                                                      | Zaïre        | 32                    | 14                      | 45 %             | Apparaît dans les zones de santé de Mweka et Luebo dans la province du Kasai-Occidental. |
| 2011                                                                                          | Ouganda                                                                                               | Soudan       | 1                     | 1                       | 100 %            | Source OMS. |
| 2012                                                                                          | Ouganda                                                                                               | Soudan       | 24                    | 17                      | 71 %             | Apparaît dans le district de Kibaale. |
| 2012                                                                                          | Ouganda                                                                                               | Soudan       | 7                     | 4                       | 57 %             | Source OMS. |
| 2012                                                                                          | République démocratique du Congo                                                                      | Bundibugyo   | 57                    | 29                      | 51 %             | Source OMS. |
| 2013-2016                                                                                     | Guinée Liberia Sierra Leone Autres pays touchés : Nigeria Mali États-Unis Sénégal Espagne Royaume-Uni | Zaïre        | 25 515                | 11 020                  | 40 %             | L'épidémie de maladie à virus Ebola en Afrique de l'Ouest débute au sud-est de la Guinée en décembre 2013, avant de s'étendre au Liberia et à la Sierra Leone, puis dans une mesure bien moindre au Nigeria, au Sénégal, aux États-Unis et en Espagne. C'est la première fois que ce virus entraîne une contamination hors d'Afrique centrale. Le patient zéro de cette épidémie, d'une ampleur inédite, serait un enfant décédé en décembre 2013 près de Gueckédou, dans le sud-est de la Guinée, ou une guérisseuse enterrée à Sokoma en Sierra Leone, près de la frontière guinéenne. [réf. nécessaire] |
| 2014                                                                                          | République démocratique du Congo                                                                      | Zaïre        | 66                    | 49                      | 74 %             | Le 11 août 2014, une épidémie débute dans le secteur de Djera aux environs de Boende, dans la province de l'Équateur dans le nord-ouest de la République démocratique du Congo. Le patient zéro serait une femme décédée le 11 août à la suite d'une préparation de gibier pour la consommation familiale. Selon l'OMS, cette épidémie est distincte de celle qui sévit en Afrique de l'Ouest depuis fin 2013. L'épidémie est déclarée terminée le 15 novembre 2014, 42 jours après le dernier cas enregistré. |
| 2018                                                                                          | République démocratique du Congo                                                                      | Zaïre        | 54                    | 33                      | 61 %             | Le 8 mai les autorités congolaises confirment le décès dû au virus Ebola d'au moins 17 patients dans la province de l’Équateur, au centre-est de la République Démocratique du Congo près de la ville de Bikoro. Le 10 mai 2018, Médecins sans frontières confirme l'information et envoie une équipe sur place. Le 11 mai le directeur de l'OMS décide d'envoyer des doses de vaccin en RDC afin d'éviter les développements de l'épidémie de 2014. Le 16 mai les autorités confirment la présence de cas dans la ville de Mbandaka à 130 km de la région de début de l'épidémie. Le risque principal est que cette ville de 1,2 million d'habitants dans la province de l'Equateur, se trouve au bord du fleuve Congo, voie de communication très fréquentée notamment vers la capitale Kinshasa,. Au 22 mai, le bilan provisoire de l'épidémie s'établit à 28 décès pour 56 cas avérés, dont une infirmière à Bikoro. L'épidémie est déclarée terminée le 24 juillet,. |
| 2018-2020                                                                                     | République démocratique du Congo Ouganda                                                              | Zaïre        | 3 470                 | 2 280                   | 66%              | Le 1er août 2018, le ministère de la Santé de la RDC annonce une épidémie,. Le 14 juillet 2019, un cas est déclaré à Goma. Le 17 juillet 2019, l'OMS déclare que cette épidémie, qui a tué 1 700 personnes en un an, est une « urgence sanitaire mondiale ». Elle finit le 25 juin, 2020 |
| 2020                                                                                          | République démocratique du Congo                                                                      | Zaire        | 130                   | 55                      | 42%              | A commencé le 1er juin ; le 17 octobre, 128 cas et 53 décès. L'épidémie se termine le 18 novembre, avec 130 cas et 55 morts. |
| feb–mai 2021                                                                                  | République démocratique du Congo                                                                      | Zaire        | 12                    | 6                       | 50%              | L'épidémie se déclare le 6 février 2021 à Butembo et se termine 3 mai 2021. |
| fev–jui 2021                                                                                  | Guinée                                                                                                | Zaire        | 23                    | 12                      | 52%              | Le premier cas se déclare le 14 février 2021,. L'épidémie prend fin avec le dernier cas le 19 juin. |
| * Cette liste d'épidémies d'Ebola ne reflète pas toutes les éclosions mineures dans les pays. | |              |                       |                         |                  | |

### Traduction
- (en) Cet article est partiellement ou en totalité issu de l’article de Wikipédia en anglais intitulé « List of Ebola outbreaks » (voir la liste des auteurs).